# Citharacanthus niger
Citharacanthus niger là một loài nhện trong họ Theraphosidae.
Loài này thuộc chi Citharacanthus. Citharacanthus niger được Pelegrin Franganillo-Balboa miêu tả năm 1931.